# 체인지업 도시탈출
체인지업 도시탈출은 매주 일요일 오전 8시 10분부터 9시에 KBS 2TV로 방송되었던 텔레비전 프로그램이다.

## 기획 의도
농촌에서 제 2의 인생을 시작하는 사람들의 이야기를 다룬 다큐멘터리 텔레비전 프로그램이다.

## 방송 시간
| 방송 채널 | 방송 기간                         | 방송 시간                           |
| --------- | --------------------------------- | ----------------------------------- |
| KBS 2TV   | 2015년 1월 4일 ~ 2015년 11월 15일 | 매주 일요일 오전 8:10 ~ 9:00 (50분) |

## 구성
- 新귀촌 인생역전
- 수상한 귀촌

## 같이 보기
- 싱싱 일요일

## 시청률
- AGB 닐슨 미디어리서치

| 회차 | 방송 일자        | 전국 시청률(증감치) |
| ---- | ---------------- | ------------------- |
| 1회  | 2015년 1월 4일   | 6.3%                |
| 2회  | 2015년 1월 11일  | 6.5%                |
| 3회  | 2015년 1월 18일  | 5.8%                |
| 4회  | 2015년 1월 25일  | 5.6%                |
| 5회  | 2015년 2월 1일   | 5.6%                |
| 6회  | 2015년 2월 8일   | 4.4%                |
| 7회  | 2015년 2월 15일  | 4.9%                |
| 8회  | 2015년 2월 22일  | 4.9%                |
| 9회  | 2015년 3월 1일   | 6.2%                |
| 10회 | 2015년 3월 8일   | 5.3%                |
| 11회 | 2015년 3월 15일  | 6.6%                |
| 12회 | 2015년 3월 22일  | 5.7%                |
| 13회 | 2015년 3월 29일  | 5.6%                |
| 14회 | 2015년 4월 5일   | 4.6%                |
| 15회 | 2015년 4월 12일  | 5.1%                |
| 16회 | 2015년 4월 19일  | 5.8%                |
| 17회 | 2015년 4월 26일  | 5.1%                |
| 18회 | 2015년 5월 3일   | 5.6%                |
| 19회 | 2015년 5월 10일  | 5.6%                |
| 20회 | 2015년 5월 17일  | 5.6%                |
| 21회 | 2015년 5월 24일  | 5.1%                |
| 22회 | 2015년 5월 31일  | 4.3%                |
| 23회 | 2015년 6월 7일   | 5.4%                |
| 24회 | 2015년 6월 14일  | 4.9%                |
| 25회 | 2015년 6월 21일  | 4.6%                |
| 26회 | 2015년 6월 28일  | 5.5%                |
| 27회 | 2015년 7월 5일   | 4.4%                |
| 28회 | 2015년 7월 12일  | 5.3%                |
| 29회 | 2015년 7월 19일  | 4.5%                |
| 30회 | 2015년 7월 26일  | 4.1%                |
| 31회 | 2015년 8월 2일   | 4.9%                |
| 32회 | 2015년 8월 9일   | 4.2%                |
| 33회 | 2015년 8월 16일  | 5.3%                |
| 34회 | 2015년 8월 23일  | 4.4%                |
| 35회 | 2015년 8월 30일  | 6.1%                |
| 36회 | 2015년 9월 6일   | 4.8%                |
| 37회 | 2015년 9월 13일  | 5.1%                |
| 38회 | 2015년 9월 20일  | 4.3%                |
| 39회 | 2015년 9월 27일  | 2.7%                |
| 40회 | 2015년 10월 4일  | 5.7%                |
| 41회 | 2015년 10월 11일 | 5%                  |
| 42회 | 2015년 10월 18일 | 5.1%                |
| 43회 | 2015년 10월 25일 | 5.3%                |
| 44회 | 2015년 11월 1일  | 4.9%                |
| 45회 | 2015년 11월 8일  | 5.9%                |
| 46회 | 2015년 11월 15일 | 5.2%                |